# Дубровне (Брагінський район)
Дубровне (біл. вёска Дуброўнае) — село (веска) в складі Брагінського району розташоване в Гомельській області Білорусі. Село підпорядковане Бурковській сільській раді і в ньому мешкає 29 осіб (2004).
Село Дубровне розташоване на південному сході Білорусі, у південній частині Гомельської області - орієнтовне розташування [Архівовано 11 червня 2020 у Wayback Machine.], неподалік від районного центру Брагіна (за 11 кілометрів західніше).